# Аманда Голден
Аманда Луїза Голден (англ. Amanda Louise Holden) — англійська акторка, медійна персона та благодійниця. З 2007 року вона була суддею телевізійного конкурсу талант-шоу Britain's Got Talent на ITV. Веде радіошоу Heart Breakfast разом з Джеймі Теакстон по буднях вранці.
Виконала головну роль у музичному сценічному шоу Thoroughly Modern Millie у 2004 році, за яку була номінована на премію Лоуренса Олів'є. Серед її акторських робіт на телебаченні: The Grimley (1998—2001), Kiss Me Kate (1999—2001), Cutting It (2002—2004), Wild at Heart (2006—2008) і Big Top(2009). Також представляла різні телевізійні шоу для ITV, зокрема The Sun Military Awards (2009—2014), Superstar (2012), This Morning (2014—2015, 2017), SMS Santa (2015) і Give a Pet a Home (2015).

## Раннє життя
Аманда Луїза Голден народилася в Портсмуті, Гемпшир і провела більшу частину свого дитинства в Bishop's Waltham, а в дев'ять років приєдналася до Bishop's Waltham Little Theatre Company.
Вона відвідувала середню громадську школу Swanmore College . У віці 16 років вона переїхала до Борнмута, а потім переїхала до південного Лондона, щоб відвідати Академію театрального мистецтва Маунтвью .

## Кар'єра

### Телебачення
Перший телевізійний виступ Голден відбувся в ігрового шоу «Побачення наосліп» у 1991 році. З 2006 по 2008 рік Голден з'явилася в ролі Сари Треваніан у трьох серіалах ITV «Дикі серцем» зі Стівеном Томпкінсоном у головній ролі.
Інші телевізійні роботи Голден включають три серії комедії «Поцілуй мене, Кейт» з Керолайн Квентін і Крісом Ленгемом, три серії ITV «Грімлі», «Знаменитості» з Гаррі Енфілдом, серіал BBC «Серця і кістки» « з Деміаном Льюїсом, епізод Джонатана Кріка „Проблема в Галлоузі“. Ворота», а також спеціальний епізод Міс Марпл Агати Крісті «4.50 з Паддінгтона» на День подарунків з Джеральдін Мак-Еван і Джоном Ханною. Вона знялася разом з Біллом Найі та Томом Кортні в комедійній драмі Джека Розенталя «Коли будеш готовий, містере Макгілл». Голден є суддею у «Britain's Got Talent» разом із Саймоном Кауеллом, Девідом Волліамсом та Алішею Діксон. Вона приєдналася до шоу в 2006 році.
У 2009 році Голден з'явилася в ролі Ліззі, Володарки Кільця, в цирковому ситкомі BBC «Big Top». У квітні 2009 року повідомлялося, що американська мережа CBS запропонувала Голден роботу одноразового запрошеної ведучої на «The Early Show», денному ток-шоу. 1 червня 2009 року вона з'явилася з постійними ведучими Гаррі Смітом і Меггі Родрігез. Відтоді Голден підписала контракт із CBS як британська кореспондентка «The Early Show».
З 2009 по 2014 роки Голден спільно з Філліпом Шофілдом вів щорічну вручення військових нагород A Night of Heroes: The Sun на ITV. У січні 2010 року вона представила власний трисерійний серіал «Життя фантазії Аманди Голден», у якому спробувала виконати три роботи своєї мрії.
У 2010 році Голден разом з Крісом Таррантом представила серіал «The Door». У 2011 році Голден виступила режисеркою документального фільму «Улюбленець нації» на ITV. 6 липня 2012 Голден була гостем у епізоді «Лотарингії», яка замінила Лорейн Келлі. Вона повернулася ще в шести епізодах шоу з 4 по 8 квітня та 4 липня 2016 року.
З 22 вересня по 18 грудня 2014 року Голден виконувала обов'язки співведучої програми «Цього ранку» з Філіпом Шофілдом під час декретної відпустки Голлі Віллоубі. Вона взяла невелику перерву в січні та лютому 2015 року, щоб записати прослуховування «Britain's Got Talent». Крістін Лемпард заміщала Голден протягом цього часу, перш ніж остання повернувся в шоу з 2 березня до 17 липня 2015 року. Вона повернулася до "Цього ранку " у 2017 році, щоб разом з Беном Шепардом вести численні епізоди.
У 2021 році вона почала зніматися в новому комедійному документальному серіалі від Bo' Selecta! Лі Френсіса. Програма називалася «Дівчата Голден: Менді та Міртл» і показувала Френсіс у костюмі з сильним макіяжем як бабуся Аманди Міртл. Шоу було запущено на каналі E4 з 601 938 глядачами та було повторено на Channel 4, набравши достатню кількість глядачів, щоб повторно замовити другу серію на 2022 рік.

### Фільм
У 1996 році Голден зіграла Памелу в «Інтимних стосунках». У 1999 році вона з'явилася в ролі продавчині взуття у фільмі «Віртуальна сексуальність». Вона не була в титрах у фільмі 2013 року «Один шанс».

### Радіо
У квітні 2019 року було оголошено, що Голден замінить Емму Бантон на посаді співведучого «Heart Breakfast» разом із Джеймі Теакстон, у той самий час, коли він вийшов на національному рівні 3 червня.

### Музика
У 2019 році Голден підписала контракт на звукозапис із Virgin EMI Records . У 2020 році вона випустила свій дебютний студійний альбом Songs from My Heart у музичній корпорації Universal Music . Він досяг четвертого місця в UK Albums Chart .

### Інша робота
У липні 2009 року Голден стала оглядачкою пліток для News of the World .
З 2010 по 2012 рік Голден з'являвлялась в телевізійній рекламі мережі супермаркетів Tesco. З 2012 року знімається в телевізійній рекламі знежиреного йогурту Danone Oykos.
У 2015 році вона стала новим обличчям конкурсу Alpen Brighter Morning Challenge.

## Благодійність
Голден очолювала кампанію Евертона з поширення інформації про рак молочної залози. Вона є покровителькою благодійної організації футбольного клубу Everton In Community . У вересні 2011 року Голден була спонсоркою випікання торта для кожної дитини в лікарні Great Ormond Street .
13 квітня 2008 року Голден пробігла Лондонський марафон за 4 години 13 хвилин від імені Фонду « Народжені вільними», зібравши громадських і знаменитих спонсорів онлайн. З 2013 року вона вручає нагороду RSPCA Animal Hero Awards. Голден зібрала гроші на Jeans for Genes і SSAFA через The Big Brew Up.
У 2013 році вона стала відомою представницею організації Battersea Dogs &amp; Cats Home після своєї роботи з кампанією Pedigree «Купи один, годуй одного», яку вона та її колега-амбасадор Пол О'Грейді підтримували разом.
У 2020 році Голден зібрала гроші для Національної служби охорони здоров'я (NHS) під час пандемії COVID-19 .

## Особисте життя
У 1992 році, коли вони обидва з'являлися в The Sound of Music, Голден зустрічалась з Джорджем Аспреєм . У червні 1995 року вона одружилася з комікос Лесом Деннісом. Пара тимчасово розлучилася в 2000 році після роману Голдена з актором Нілом Морріссі, який став предметом інтересу преси, перш ніж остаточно розлучитися в грудні 2002 році. Приблизно в цей час вона стверджувала, що зазнала сексуального насильства з боку «неназваного відомого коміка» на публічному заході.
У 2006 році Голден народила першу дитину від свого нареченого, продюсера Кріса Гьюза. 10 грудня 2008 року одружилася з Г'юзом в Бабінґтон Хаус, Сомерсет, а кумом став колишній гонщик Формули-1 Девід Култгард. Після викидня в 2010 році у 2021 пережила передчасне мертвонародження мертвим. У 2012 році, попри ускладнення, народила другу доньку. Станом на 2018 рік Голден і Гьюз проживали в Сурреї. Голден також володіє котеджем у Котсуолдсі, який вона ремонтувала з 2017 року.
Голден є фанаткою футбольного клубу англійської Прем'єр-ліги "Евертон", відвідує домашні та виїзні ігри, коли дозволяє її графік. Вона вегетаріанка з 13 років.
У 2010 році Голден проводила кампанію, щоб супермаркет Sainsbury's не входив у Bishop's Waltham. Мешканці її рідного міста звинуватили її в подвійних стандартах у листопаді 2010 року, коли вона підписала угоду про зйомки в рекламі Tesco, британської мережі супермаркетів.

## Дискографія

### Альбоми
- Пісні від серця (2020)

### Сингли
- " Over the Rainbow " (сингл на допомогу NHS Charities Together) (2020), Virgin EMI
- «З тобою» (2020), Virgin EMI
- «Home For Christmas» (2020) Universal Music Group